# Loch Hope
Loch Hope är en sjö i Storbritannien.   Den ligger i kommunen Highland och riksdelen Skottland, i den norra delen av landet, 800 km norr om huvudstaden London. Loch Hope ligger 5 meter över havet. Arean är 5,9 kvadratkilometer. Trakten runt Loch Hope består i huvudsak av gräsmarker. Den sträcker sig 9,7 kilometer i nord-sydlig riktning, och 2,2 kilometer i öst-västlig riktning.